# Kelly Lynch
Kelly Lynch (* 31. ledna 1959 Golden Valley, Minnesota) je americká herečka. Její matka byla tanečnice a otec hudebník. I ona se dětství věnovala tanci. V počátcích své kariéry hrála v seriálech jako například Miami Vice a The Equalizer a v pozdějších letech se soustředila hlavně na filmy. Od roku 1992 je jejím manželem herec Mitch Glazer.

## Filmografie (výběr)
- Flákač (1989)
- Charlieho andílci (2000)
- Dallas 362 (2003)
- Svěrací kazajka (2009)
- The Perfect Age of Rock 'n' Roll (2009)